# Percy Gardner

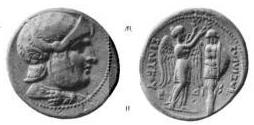

Percy Gardner, FSA, FBA (Hackney, 24 novembre 1846 – Oxford, 17 luglio 1937), è stato un archeologo e numismatico britannico.

## Formazione
Gardner era figlio di Thomas Gardner e di Ann Pearse.
Studiò alla City of London School fino all'età di 15 anni, quando si iniziò a lavorare all'attività paterna, uno stockbroker. Avendo dimostrato scarsa attitudine in questo campo, nel 1865 fu iscritto al Christ's College, all'Università di Cambridge. Ottenne il Bachelor of Arts (BA) in scienze classiche e morali nel 1869. Nel 1870 ottenne la Whewell Scholarship, una borsa di studio di un anno, all'University of Cambridge per il diritto internazionale.

## Carriera accademica
Dal 1871 al 1887 fu assistente al Department of Coins and Medals al British Museum.
Mentre era al museo collaborò alla stesura dei primi cataloghi della collezione del museo.
Fu eletto fellow del Christ's College, dell'Università di Cambridge nel 1872.  Fu il primo a dirigere il The Journal of Hellenic Studies dal 1879 al 1895. Fu Disney Professor of Archaeology all'Università di Cambridge dal 1879 al 1886. In seguito si spostò all'Università di Oxford e tenne la cattedra di archeologia classica al Lincoln College e al Merton College dal 1887 al 1925. Durante la sua presenza all'università influenzò gli studenti verso lo studio dell'arte antica, in particolare quella greca.
Gli succedette John Beazley. Negli ultimi anni divenne anche un'autorità nella critica storica dei soggetti biblici.

## Riconoscimenti
Gardner fu eletto fellow della British Academy nel 1903.
Fu anche eletto membro onorario straniero dell'Archaeological Institute of America.
Nel 1889 gli fu conferita la medaglia della Royal Numismatic Society.

## Vita personale
Gardner fu sposato con Agnes Reid fino alla rottura del loro matrimonio nel 1874. Anche suo fratello, Ernest Arthur Gardner, fu un archeologo.

## Opere principali
- Stephani on the Tombs at Mycenae The Journal of Hellenic Studies, Vol. 1. (1880), pp. 94–106
- Types of Greek Coins (1883)
- The Coins of the Greek and Scythic Kings of Bactria and India in the British Museum (1886)
- A Numismatic Commentary on Pausania (con Friedrich Imhoof-Blumer, 1887)
- New Chapters in Greek History (1892), un resoconto degli scavi in Grecia e Asia Minore
- Manual of Greek Antiquities (con Frank Byron Jevons, 2ª ed. 1898)
- Grammar of Greek Art (1905)
- Exploratio Evangelica (1899), sulle origini della fede cristiana
- A Historic View of the New Testament (1901)
- Growth of Christianity (1907).